# Луческу, Мирча
Ми́рча Луче́ску (рум. Mircea Lucescu; румынское произношение: [ˈmirtʃe̯a luˈtʃesku]; род. 29 июля 1945, Бухарест) — румынский футболист и футбольный тренер. Известен благодаря тому, что работал со многими молодыми бразильскими футболистами. Главный тренер национальной сборной Румынии, в прошлом многолетний наставник (с 2004 по 2016) донецкого «Шахтёра». Самый возрастной тренер в истории Лиги чемпионов УЕФА. Входит в топ-15 тренеров по количеству побед в Лиге чемпионов УЕФА (14-е место). Имеет 35 трофеев в качестве тренера. По этому показателю его опережают Алекс Фергюсон и Пеп Гвардиола, на счету которых 49 и 38 титулов соответственно.

## Игровая карьера

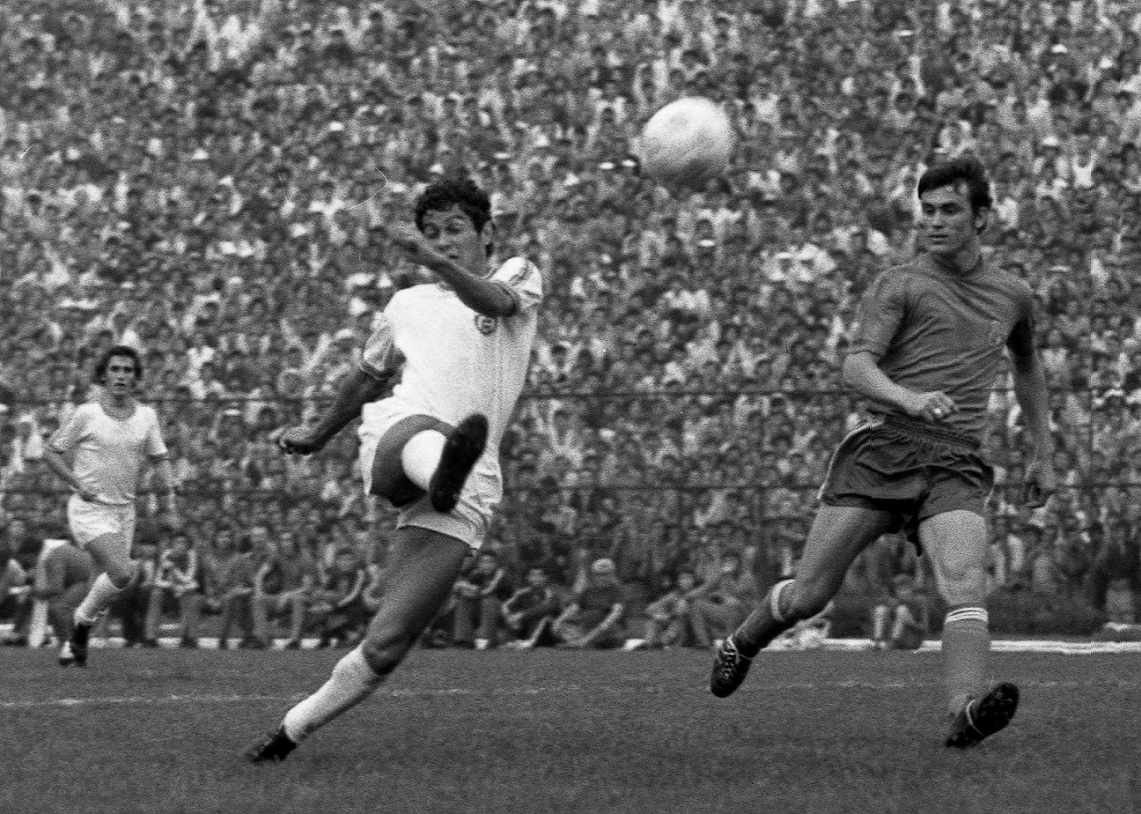
Луческу в составе «Динамо» Бухарест, 1970 год

Родился 29 июля 1945 года в Бухаресте. Футбольную карьеру начал с выступлений за «Динамо» Бухарест. В высшем дивизионе 18-летний нападающий дебютировал 21 июня 1964 года («Динамо» — «Рапид» — 5:2). В сезоне 1968/69 забил 8 голов (проведя 28 игр) в чемпионате и добился звания лучшего игрока Румынии-1969. Став постоянным нападающим в сборной Румынии и капитаном команды, Луческу сыграл на чемпионате мира 1970 в Мексике.
Игровую карьеру Луческу заканчивал в клубе «Корвинул» (Хунедоара), где последние годы работал тренером-игроком. Символическую прощальную игру за бухарестское «Динамо» провёл 16 мая 1990 г.
Имеет высшее образование — окончил Бухарестскую Академию экономических наук.

## Тренерская деятельность

### Начало тренерской карьеры (1979—1990)
Ещё будучи футболистом, Луческу с 1979 года стал играющим тренером «Корвинула», являясь им на протяжении трёх лет, однако каких либо значимых результатов не добился.

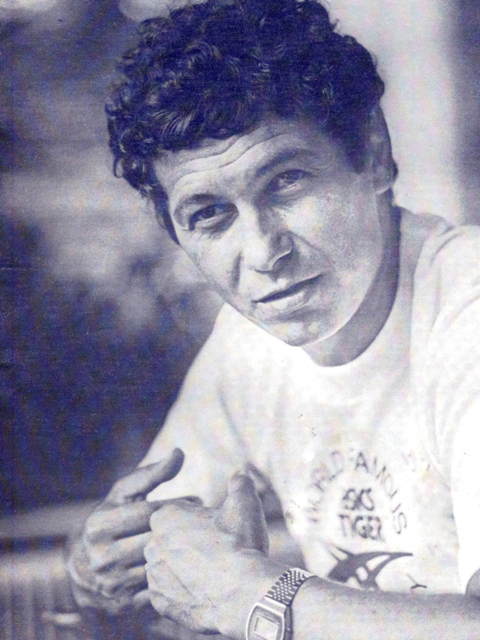
Мирча Луческу, 1983 год

В 1981 году он стал главным тренером сборной Румынии. Под его руководством румыны выиграли отборочную группу на чемпионат Европы 1984, опередив такие сильные команды как Швеция, Чехословакия и Италия. Благодаря этому результату румынская сборная впервые за 14 лет вышла в финальную часть крупного международного турнира, а участие на чемпионате Европы стало для неё первым в истории. Подопечные Луческу были близки к выходу в финальную часть чемпионата мира в Мексике, однако 16 октября 1985 года со счётом 0:1 уступили в решающем матче своим главным конкурентам сборной Северной Ирландии, в итоге отстав от неё на одно очко. Луческу отработал с командой ещё полгода, после чего покинул пост.
Ещё будучи главным тренером сборной, Луческу летом 1985 года возглавил один из ведущих клубов Румынии бухарестское «Динамо». По итогам первого сезона Мирча выиграл свой первый тренерский трофей, одержав победу в Кубке Румынии (в финальном матче со счётом 1:0 был обыгран «Стяуа» — принципиальный соперник динамовцев), однако в чемпионате страны команда впервые за долгое время не попала в тройку призёров. На протяжении следующих трёх сезонов «Динамо» каждый раз становилось «дважды вторым», завоёвывая серебряные медали чемпионата Румынии и становясь финалистом национального кубка (особенно обидным для динамовцев было то, что трофеи каждый раз доставались «Стяуа»). Наконец, в 1990 году к команде пришёл долгожданный успех: она не только выиграла «золотой дубль» (впервые за шесть лет), но и успешно выступила в Кубке обладателей кубков, где сумела дойти до полуфинала и в упорном противостоянии уступила бельгийскому «Андерлехту».

### Итальянские клубы (1990—1996)
После успехов с «Динамо» внимание на Луческу обратили клубы Серии А. Следующие шесть лет своей карьеру румынский специалист провёл в Италии, однако проявить себя в полной мере не сумел.
Летом 1990 года он возглавил скромный клуб «Пиза», который по итогам сезона вылетел в Серию В, а Луческу был уволен за месяц до конца чемпионата. Через несколько месяцев Луческу был назначен главным тренером другого клуба Серии В — «Брешиа». Под его руководством команда дважды (в 1992 и в 1994 годах) завоёвывала право выступать в Серии А, однако оба раза не могла там удержаться и вновь понижалась в классе. 19 февраля 1995 года тренер ушёл в отставку, так и не сумев вывести «ласточек» на новый уровень. Несмотря на две неудачи, Луческу остался в Италии и перед стартом очередного сезона возглавил команду Серии В «Реджана». На этот раз он проработал менее полугода, а команда под его руководством не смогла одержать ни одной победы. 25 ноября 1996 года Луческу был уволен со своего поста.

### «Рапид» и «Интер» (1997—2000)
Взяв паузу до конца сезона, Луческу принял решение вернуться в Румынию, где в июле 1997 года возглавил бухарестский «Рапид». В первый же сезон под руководством Луческу «железнодорожники» выиграли своей первый трофей за последние 23 года, одержав победу в Кубке Румынии, а также впервые с 1971 года стали серебряными призёрами чемпионата. Однако после завершения сезона Мирча покинул пост.
1 декабря 1998 года он возглавил «Интернационале», предприняв последнюю попытку успешно заработать в Италии. Во главе «нерадзурри» он провёл меньше четырёх месяцев, а выступление команды не отличалось стабильностью. На момент назначения румына она шла на 7-м месте в турнирной таблице, но под его руководством откатилась на 9-е. В результате сразу после крупного поражения (0:4) от «Сампдории» 21 марта 1999 года Луческу был отправлен в отставку.
Всего через десять дней после увольнения из «Интера» Луческу вернулся в «Рапид», который вёл борьбу за чемпионство. Мирче удалось ударно провести концовку чемпионата и привести команду ко второму в её истории чемпионскому титулу (впервые с 1967 года). По итогам следующего сезона «Рапид» не сумел защитить титул и Луческу оставил пост.

### Турецкие клубы (2000—2004)
Летом 2000 года Луческу возглавил «Галатасарай», который накануне выиграл Кубок УЕФА и несколько сезонов подряд брал чемпионский титул. От румынского наставника ждали новых успехов, и он сумел справиться с поставленной задачей. Несмотря на то, что команда не сумела защитить чемпионство (отставание от «Фенербахче» составило три очка), на старте сезона она переиграла «Реал Мадрид» в матче за Суперкубок УЕФА, а также успешно выступила в Лиге чемпионов. В этом турнире подопечные Луческу сумели пройти два групповых этапа (опередив такие команды как «Монако», «Пари Сен-Жермен» и «Милан») и выйти в плей-офф турнира. В первом матче четвертьфинала «Галатасарай» со счётом 3:2 переиграл «Реал», однако в ответном матче без особых шансов уступил 0:3 и завершил выступление в еврокубках. На следующий год Луческу сумел вернуть команде чемпионский титул, после чего принял решение покинуть команду.
Сразу же после этого он возглавил другой турецкий клуб — «Бешикташ». С «чёрно-белыми» Мирче удалось выиграть чемпионат с первой попытки (до этого клуб не мог добиться подобного успеха на протяжении восьми сезонов). Однако следующий сезон оказался для команды не столь успешным: она стала лишь бронзовым призёром чемпионата Турции.

### «Шахтёр»

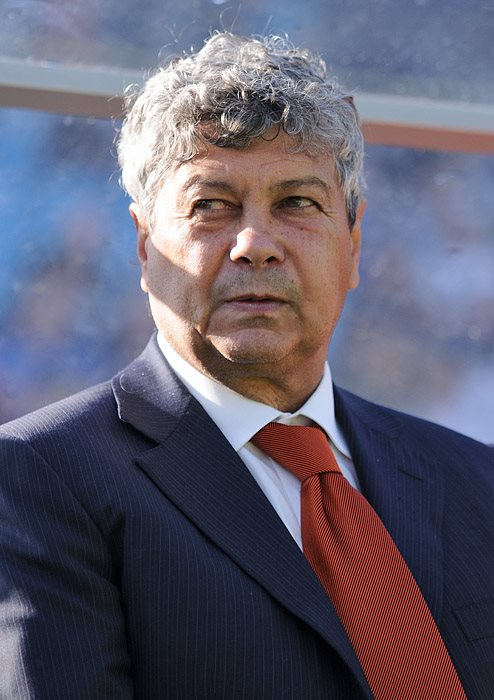
В «Шахтёре»

В «Шахтёре» — с 18 мая 2004 года. Под его руководством команда восемь раз выигрывала чемпионат Украины — в 2005, 2006, 2008, 2010, 2011, 2012, 2013 и 2014 годах.
Реальная угроза увольнения нависла над наставником осенью 2008 года. Уже в дебютной игре «Шахтёр» уступил на выезде новичку Премьер-лиги «Львову» 0:2 и после этого получил в чемпионате Украины лишь одну победу в первых восьми турах. За 15 минут до конца игры 9-го тура против донецкого «Металлурга» (горняки выигрывали 1:0) болельщики «Шахтёра» развернули для тренера баннер на румынском: «Мирча, в Италии твой дом бы уже сгорел. Не злоупотребляйте украинским гостеприимством». Но за одну минуту до конца основного времени «Металлург» сравнял счёт. Безвыигрышная серия «Шахтёра» таким образом стала самой длинной в домашнем чемпионате за последние 15 лет, а клуб оказался на непривычно низком 11-м месте в первенстве Украины.
Победив в финале немецкий «Вердер», Луческу выиграл с «Шахтёром» Кубок УЕФА сезона 2008/2009 — первый еврокубковый трофей в истории клуба. В знак высокой оценки тренерской деятельности был отмечен правительственными наградами Румынии и Украины: орденом Звезды Румынии, орденом Украины «За заслуги» I (2011), II (2009) и III (2006) степени, присвоено звание «Почётный гражданин города Донецка». В начале сезона 2009/2010 неожиданным стал вылет дончан уже в квалификационном раунде от румынской «Тимишоары», а в 1/16 финала Лиги Европы «Шахтёр» уступил «Фулхэму» — будущему финалисту турнира. Признан лучшим тренером Украины сезона 2008/09 по опросам клубов Премьер-лиги
16 июля 2009 года Луческу перенёс инфаркт во время подготовки команды к новому сезону в Швейцарии.
Мирча Луческу был одним из кандидатов на пост главного тренера сборной Украины в феврале 2010 года. Кандидатуру румынского тренера поддерживал, в частности, президент ФФУ Григорий Суркис.
Весной 2010 года в игре 28-го тура против запорожского «Металлурга» Луческу провёл трёхсотый официальный матч во главе «Шахтёра». Тогда по количеству игр в ранге главного тренера клуба его опережали только Валерий Яремченко (333 игры) и Олег Ошенков (359).
C Ринатом Ахметовым общался по-русски, с футболистами — по-португальски, однако предпочитает общаться на своём родном румынском языке через переводчика, так как боится случайно употребить неприличные слова в речи. Окончил несколько классов русского языка. По мировоззрению является человеком мира.
В «Шахтёре» Луческу играло большое количество бразильцев. Сам тренер говорил, что выгодно инвестировать средства в молодых латиноамериканцев:
«Первыми купили Жадсона и Фернандиньо. Потом ещё несколько ребят, которые хотели показать себя в Европе, — Илсиньо, Виллиана. Самые большие деньги были заплачены именно за последнего. Какого уровня оказался в итоге Виллиан, вы знаете. Но в украинском чемпионате тоже есть лимит на легионеров. Со временем мы пришли к такому варианту: вратарь и игроки обороны должны быть украинцами, а атакующая линия — бразильская».
21 мая 2016 года Луческу покинул «Шахтёр» после финала Кубка Украины.

### «Зенит»

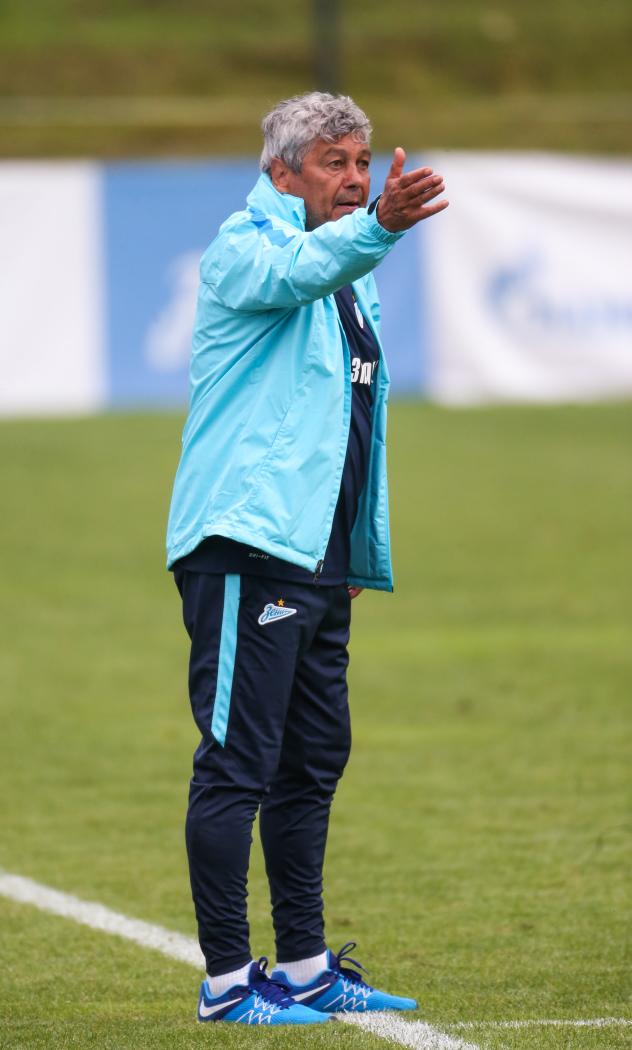
В «Зените»

24 мая 2016 подписал контракт с петербургским «Зенитом». Соглашение было подписано по схеме 2+1. Тренер был представлен команде 3 июня.
23 июля «Зенит» выиграл Суперкубок России, обыграв ЦСКА 1:0. 27 октября клуб проиграл в гостевом матче 1/8 финала Кубка России «Анжи» (0:4). Это поражение стало первым при Луческу — до этого во всех турнирах были одержаны 12 побед в 16 матчах и самым крупным за 13,5 лет — после поражения 10 мая 2003 года от московского «Динамо» (1:7). Первый круг чемпионата России 2016/2017 «Зенит» завершил на втором месте, набрав за 17 туров 35 очков и отставая на 5 очков от московского «Спартака».
В Лиге Европы «Зенит» вышел с первого места в группе «D» с пятью победами и одним поражением (2:3 от нидерландского АЗ, который до этого был разгромлен на «Петровском» 5:0), показав яркую игру: например, была одержана волевая победа в выездном матче с израильским «Маккаби» — 3:4, «Зенит» выиграл, уступая по ходу встречи 3:0. Однако в 1/16 финала клуб уступил бельгийскому «Андерлехту» 0:2 на выезде и 3:1 дома, пропустив решающий гол в концовке домашнего матча. После этого «Зенит» сосредоточился на матчах чемпионата России, где ему предстояло бороться за чемпионство с лидером первенства «Спартаком» и ЦСКА. 7 мая в 27-м туре на стадионе «Крестовский» «Зенит» уступил «Тереку» 0:1. После этого матча клуб потерял шансы на чемпионство. 8 мая в СМИ появилась информация, что «Зенит» решил уволить Луческу по окончании сезона. После выездного матча с «Локомотивом», который «Зенит» выиграл со счётом 2:0, Мирча Луческу сообщил, что решение о его будущем будет принято в июне:
«Если кто-то не знает, то у меня ещё целый год действует контракт. В следующем месяце команда снова соберется, всем надо все обдумать. Тогда и будет приниматься решение».
По итогам сезона «Зенит» набрал 61 очко и финишировал на третьем месте, на одно очко отстав от ЦСКА. Луческу по ходу сезона регулярно выступал с агрессивной риторикой, в частности, критикуя арбитров и руководство российского футбола. 28 мая «Зенит» объявил о расторжении контракта с Луческу. Через несколько дней после этого румынский специалист заявил, что его приход в петербургский клуб был большой ошибкой.
Первоначально «Зенит» заявлял, что клуб не рассматривает вопрос выплаты компенсации за досрочное расторжение контракта. По информации СМИ Луческу вначале требовал в качестве компенсации 2 млн евро — половину годового оклада, а затем — 4 млн, при этом контракт всё ещё действовал. 28 июня стало известно, что «Зенит» выплатил Луческу 2,5 млн евро.

### Сборная Турции
2 августа 2017 года Луческу возглавил сборную Турции. Соглашение с румынским специалистом было подписано по системе «2+1». В первом матче под руководством Луческу 2 сентября 2017 года сборная Турции проиграла команде Украины со счётом 0:2 в отборочном турнире ЧМ-2018. Румын после матча подбежал к судье Давиду Борбалану со смартфоном и пытался показать видеоповторы спорных моментов. 5 октября ФИФА отстранила Луческу на один матч за споры с судьёй.

### «Динамо» (Киев)

#### Сезон 2020/2021
23 июля 2020 года возглавил «Динамо» (Киев), подписав контракт сроком на 2 года с возможностью продления ещё на один год. 27 июля 2020 года в румынских СМИ появились сообщения, что Луческу подал в отставку с поста главного тренера «Динамо» по собственному желанию, ввиду враждебности фанатов киевлян, однако в тот же день данная информация была опровергнута. 21 августа команда провела первую официальную встречу под руководством Луческу, в матче первого тура обыграв донецкий «Олимпик» 4:1. 25 августа в матче за Суперкубок Украины «Динамо» обыграло «Шахтёр» со счётом 3:1 и в третий раз подряд стало обладателем этого трофея, который стал первым для Луческу с 2016 года, когда под его руководством «Зенит» выиграл Суперкубок России. После победы в Суперкубке Украины киевляне одержали победу над «АЗ Алкмаар» в 3-м раунде квалификации Лиги чемпионов 2020/2021 со счётом 2:0.
26 сентября 2020 года Мирча Луческу добыл юбилейную, 400-ю победу во главе украинских клубов, разгромив закарпатский «Минай» со счётом 4:0.
29 сентября 2020 года киевская команда обыграла бельгийский «Гент» в плей-офф Лиги чемпионов 2020/2021 с общим счётом 5:1 (1:2 на выезде и 3:0 дома), матч стал для Луческу 225-м в еврокубках, он стал первым в истории тренером, который выводил в групповой этап Лиги чемпионов и «Динамо», и «Шахтёр».
8 ноября 2020 года Луческу потерпел первое поражение во главе «Динамо» в чемпионате Украины: киевская команда проиграла бывшему клубу румынского специалиста — донецкому «Шахтёру» со счётом 0:3. При этом «Динамо» осталось лидером чемпионата после 9-ти матчей с 20 очками в активе.
Сам Луческу прокомментировал своё первое поражение следующим образом:

«Сегодня выиграл COVID-19 и проиграл фэйр-плей. Я никогда бы не играл в таких условиях. Даже если бы был по другую сторону. Никогда. Потому итог чемпионата должны решать команды, а не коронавирус»— "Сегодня выиграл COVID-19 и проиграл фэйр-плей": Луческу взорвался после разгромного поражения Шахтёру. Футбол24. Дата обращения: 8 ноября 2020.
.
16 ноября 2020 года в румынских СМИ снова появилась информация о возможном уходе Луческу из «Динамо»: якобы, ситуация с COVID-19 на Украине создает для тренера бытовые неудобства и проблемы в личной жизни. Луческу опроверг данную информацию. 24 ноября 2020 года Луческу потерпел крупнейшее поражение в качестве главного тренера киевского клуба, проиграв в Лиге чемпионов «Барселоне» со счётом 0:4.
28 ноября Луческу добыл для «Динамо» победу над полтавской «Ворсклой», которая стала юбилейной, 350-й домашней в чемпионате Украины.
После победы в Лиге чемпионов над «Ференцварошем» Луческу вошёл в топ-15 тренеров по количеству побед в турнире, заняв 14-е место (37 побед в 109 матчах во главе 5 клубов). По этому показателю Луческу превзошёл экс-тренера сборной Испании по футболу Висенте дель Боске.
Матч 16-го тура чемпионата Украины против клуба «Львов» (1:4), состоявшийся 28 февраля 2021 года, стал для Мирчи Луческу 600-м во главе украинских клубов.
11 марта 2021 года «Динамо» потерпело первое поражение в новом году, проиграв в Киеве испанскому «Вильярреалу» в первом матче 1/8 финала Лиги Европы УЕФА со счётом 0:2. Такой же результат был зафиксирован и в выездном поединке, вследствие чего киевская команда завершила еврокубковый сезон.
27 марта в Киеве состоялся товарищеский матч между столичной командой и экс-коллективом Луческу — бухарестским «Динамо» (3:0). Проведение спарринга было инициировано самим Луческу с целью помочь румынскому клубу избежать финансовых трудностей — он находится на грани банкротства.
19 апреля в интервью румынским СМИ Луческу опроверг информацию о завершении тренерской карьеры по окончании сезона.
25 апреля 2021 года «Динамо» обыграло «Ингулец» со счётом 5:0, обеспечив себе досрочный титул чемпиона Украины. Этот титул стал для «Динамо» первым с 2016 года и 16-м в целом.
Луческу стал первым в истории тренером чемпионата Украины, который добыл титул первенства и с «Динамо», и с «Шахтёром».
13 мая Луческу добыл свой первый Кубок Украины во главе «Динамо», обыграв в финале «Зарю» со счётом 1:0. Для Луческу этот трофей стал 35-м в тренерской карьере. По этому показателю его опережал лишь Алекс Фергюсон, на счету которого 49 титулов за 39 лет.
В июне стало известно, что специалист продлил контракт с клубом до 2023 года.

#### Сезон 2021/2022
Матч 7-го тура чемпионата Украины против харьковского «Металлиста 1925» (0:2) стал для Луческу 50-м во главе «Динамо».
22 сентября 2021 года Луческу потерпел первое поражение в сезоне, проиграв в Суперкубке Украины «Шахтёру» со счётом 0:3.
29 сентября 2021 года «Динамо» в матче против «Баварии», уступив 0:5, потерпело не только первое поражение в сезоне еврокубков, но и крупнейшее под руководством Мирчи Луческу.

#### Сезон 2022/2023
В апреле 2023 года по состоянию здоровья приостановил работу в «Динамо».

#### Сезон 2023/2024
3 ноября 2023 года после поражения от «Шахтёра» (0:1) подал в отставку с поста главного тренера.

### Сборная Румынии
6 августа 2024 года Луческу возвратился на пост главного тренера сборной Румынии после 38-летнего перерыва. Контракт рассчитан до 2026 года.

## Личная жизнь

### Семья
Кроме него в семье было трое братьев и сестра. Рос преимущественно в селе Майдан уезд Сучава. Основным увлечением с раннего возраста был футбол. Супруга Нелли (женился в 1965 году) имеет украинские корни: её мать и бабушка — родом из Одесской области. Сын Рэзван — также футболист и впоследствии — тренер.

### Травма в ДТП 2012
6 января 2012 года примерно в 13:30 Мирча Луческу стал участником ДТП в Бухаресте и был доставлен в больницу с травмой грудной клетки. В больнице провёл более двух недель. При выписке врачи предписали тренеру покой, отдых и запретили переживания. После возвращения к работе Луческу опроверг информацию о титановых пластинах, якобы установленных на рёбра. В отношении Мирчи Луческу прокуратура Румынии возбудила уголовное дело. Ему инкриминировалось «создание условий для массовой аварии и нанесение ущерба здоровью третьим лицам».

### Луческу и COVID-19
16 ноября 2020 года в румынских СМИ появилась информация о возможном уходе Луческу из «Динамо»: якобы, ситуация с COVID-19 на Украине создает для тренера бытовые неудобства и проблемы в личной жизни. Однако специалист сразу же опроверг данную информацию.
Уже по завершении сезона в чемпионате Украины Луческу вакцинировался от коронавируса. Прививка была сделана в Румынии, где тренер находился в отпуске.
Сам Луческу высказался по этому поводу так:

«Думаю, каждый должен понять, что пришло время пойти на этот шаг. Мы не можем вернуться к прошлой жизни, ведь не знаем, когда настанет четвёртая или пятая волны, будут ли другие формы коронавируса. Это вопрос ответственности каждого из нас. Я не боялся побочных эффектов. Что может случиться? На другие вакцины у меня была абсолютно нормальная реакция.»— Adrian Tone. Fotbal: Antrenorul Mircea Lucescu s-a vaccinat anti-COVID (рум.). Agerpress. Дата обращения: 19 мая 2021.

## Статистика

### Игрок
| Клуб            | Сезон   | Чемпионат | Чемпионат | Кубок | Кубок | Еврокубки | Еврокубки | Всего | Всего |
| Клуб            | Сезон   | Игры      | Голы      | Игры  | Голы  | Игры      | Голы      | Игры  | Голы  |
| --------------- | ------- | --------- | --------- | ----- | ----- | --------- | --------- | ----- | ----- |
| Динамо Бухарест | 1963/64 | 2         | 0         | ?     | ?     | -         | -         | 2     | 0     |
| Динамо Бухарест | 1964/65 | 1         | 0         | ?     | ?     | -         | -         | 1     | 0     |
| Динамо Бухарест | 1967/68 | 17        | 1         | ?     | ?     | -         | -         | 17    | 1     |
| Динамо Бухарест | 1968/69 | 28        | 8         | ?     | ?     | 1         | 0         | 29    | 8     |
| Динамо Бухарест | 1969/70 | 24        | 4         | ?     | ?     | -         | -         | 24    | 4     |
| Динамо Бухарест | 1970/71 | 23        | 3         | ?     | ?     | 3         | 0         | 26    | 3     |
| Динамо Бухарест | 1971/72 | 26        | 7         | ?     | ?     | 3         | 0         | 29    | 7     |
| Динамо Бухарест | 1972/73 | 28        | 12        | ?     | ?     | -         | -         | 28    | 12    |
| Динамо Бухарест | 1973/74 | 25        | 5         | ?     | ?     | 2         | 1         | 27    | 6     |
| Динамо Бухарест | 1974/75 | 31        | 4         | ?     | ?     | 3         | 1         | 34    | 5     |
| Динамо Бухарест | 1975/76 | 26        | 6         | ?     | ?     | 2         | 1         | 28    | 7     |
| Динамо Бухарест | 1976/77 | 19        | 7         | ?     | ?     | 1         | 0         | 20    | 7     |
| Корвинул        | 1977/78 | 34        | 7         | ?     | ?     | -         | -         | 34    | 7     |
| Корвинул        | 1978/79 | 27        | 5         | ?     | ?     | -         | -         | 27    | 5     |
| Корвинул        | 1979/80 | -         | -         | ?     | ?     | -         | -         | -     | -     |
| Корвинул        | 1980/81 | 27        | 7         | ?     | ?     | -         | -         | 27    | 7     |
| Корвинул        | 1981/82 | 23        | 2         | ?     | ?     | -         | -         | 23    | 2     |
| Динамо Бухарест | 1989/90 | 1         | 0         | ?     | ?     | -         | -         | 1     | 0     |
| Всего           | Всего   | 362       | 78        | ?     | ?     | 15        | 3         | 377   | 81    |

### Статистика в качестве главного тренера
[уточнить]
| Сборная Румынии   | Румыния          | 1 ноября 1981  | 30 апреля 1986  | 26   | 11  | 8   | 7   | 042,31 |
| Динамо (Бухарест) | Румыния/ Румыния | 1 июля 1985    | 30 июня 1990    | 217  | 156 | 30  | 31  | 071,89 |
| Пиза              | Италия           | 1 июля 1990    | 30 апреля 1991  | 26   | 5   | 5   | 16  | 019,23 |
| Брешиа            | Италия           | 1 июля 1991    | 19 февраля 1995 | 92   | 24  | 39  | 29  | 026,09 |
| Реджана           | Италия           | 1 июля 1996    | 25 ноября 1996  | 11   | 0   | 4   | 7   | 000,00 |
| Рапид (Бухарест)  | Румыния          | 1 июля 1997    | 30 июня 1998    | 43   | 31  | 7   | 5   | 072,09 |
| Интернационале    | Италия           | 1 декабря 1998 | 21 марта 1999   | 18   | 6   | 5   | 7   | 033,33 |
| Рапид (Бухарест)  | Румыния          | 1 апреля 1999  | 30 июня 2000    | 46   | 29  | 8   | 9   | 063,04 |
| Галатасарай       | Турция           | 1 июля 2000    | 30 июня 2002    | 105  | 63  | 21  | 21  | 060,00 |
| Бешикташ          | Турция           | 1 июля 2002    | 1 мая 2004      | 88   | 51  | 18  | 19  | 057,95 |
| Шахтёр (Донецк)   | Украина          | 16 мая 2004    | 21 мая 2016     | 573  | 395 | 90  | 88  | 068,94 |
| Зенит (СПб)       | Россия           | 24 мая 2016    | 28 мая 2017     | 41   | 26  | 8   | 7   | 063,41 |
| Сборная Турции    | Турция           | 2 августа 2017 | 11 февраля 2019 | 17   | 4   | 6   | 7   | 023,53 |
| Динамо (Киев)     | Украина          | 23 июля 2020   | 3 ноября 2023   | 119  | 64  | 21  | 34  | 053,78 |
| Сборная Румынии   | Румыния          | 6 августа 2024 | н.в.            | 10   | 8   | 0   | 2   | 080,00 |
| Итого             | Итого            | Итого          | Итого           | 1430 | 872 | 269 | 289 | 060,98 |

## Достижения

### В качестве игрока
«Динамо» (Бухарест)
- Чемпион Румынии (6): 1963/64, 1964/65, 1970/71, 1972/73, 1974/75, 1976/77
- Обладатель Кубка Румынии: 1967/68

«Корвинул» (Хунедоара)
- Победитель второй лиги Румынии: 1979/80

Всего за карьеру: 8 трофеев

### В качестве тренера
«Динамо» (Бухарест)
- Чемпион Румынии: 1989/90
- Обладатель Кубка Румынии (2): 1985/86, 1989/90

«Брешиа»
- Победитель Серии Б: 1991/92

«Рапид» (Бухарест)
- Чемпион Румынии: 1998/99
- Обладатель Кубка Румынии: 1997/98
- Обладатель Суперкубка Румынии: 1999

«Галатасарай»
- Чемпион Турции: 2001/02
- Обладатель Суперкубка УЕФА: 2000

«Бешикташ»
- Чемпион Турции: 2002/03

«Шахтёр»
- Чемпион Украины (8): 2004/05, 2005/06, 2007/08, 2009/10, 2010/11, 2011/12, 2012/13, 2013/14
- Обладатель Кубка Украины (6): 2003/04, 2007/08, 2010/11, 2011/12, 2012/13, 2015/16
- Обладатель Суперкубка Украины (7): 2005, 2008, 2010, 2012, 2013, 2014, 2015
- Обладатель Кубка УЕФА: 2008/09

«Зенит»
- Обладатель Суперкубка России: 2016

«Динамо» (Киев)
- Чемпион Украины: 2020/21
- Обладатель Кубка Украины: 2020/21
- Обладатель Суперкубка Украины: 2020

Всего за карьеру: 35 трофеев

### Личные
- Тренер сезона на Украине[укр.] (9): 2005/06, 2007/08, 2008/09, 2009/10, 2010/11, 2011/12, 2012/13, 2013/14, 2020/21
- Тренер года в Румынии (5): 2004, 2010, 2012, 2014, 2021
- Футбольный тренер года в Европе[англ.]: 2009

### Государственные награды
Румыния
- Кавалер национального ордена Звезды Румынии (2009 год, по случаю победы в Кубке УЕФА)[81]
- Орден «За спортивные заслуги» III степени I типа (2008)[82]
- Почётный гражданин Бухареста (2017)[83]

Украина
- Орден «За заслуги» I степени (12 мая 2011 года) — за значительный личный вклад в развитие отечественного футбола, утверждение международного спортивного авторитета Украины, многолетний плодотворный труд и по случаю 75-летия со дня основания футбольного клуба «Шахтёр» (Донецк)[84]
- Орден «За заслуги» II степени (25 мая 2009 года) — за достижения выдающегося спортивного результата — завоевание Кубка УЕФА 2009 года, проявленные мужество, самоотверженность и волю к победе, утверждение международного авторитета отечественного футбола[85]
- Орден «За заслуги» III степени (19 августа 2006 года) — за достижение высоких спортивных результатов на чемпионате мира по футболу 2006 года (Федеративная Республика Германия), проявленные мужество, самоотверженность и волю к победе, утверждение международного авторитета Украины[86]
- Почётный гражданин Донецка (2009)